# Cupido clyton
Cupido clyton är en fjärilsart som beskrevs av Pieter Cramer 1779. Cupido clyton ingår i släktet Cupido och familjen juvelvingar. Inga underarter finns listade i Catalogue of Life.